# Granada (ort i Colombia, Antioquia, lat 6,14, long -75,19)
Granada är en ort i Colombia.   Den ligger i departementet Antioquía, i den centrala delen av landet, 210 km nordväst om huvudstaden Bogotá. Granada ligger 2 081 meter över havet och antalet invånare är 5 661.
Terrängen runt Granada är huvudsakligen kuperad, men söderut är den bergig. Runt Granada är det ganska tätbefolkat, med 93 invånare per kvadratkilometer. Närmaste större samhälle är Santuario, 8,7 km väster om Granada. I omgivningarna runt Granada växer i huvudsak städsegrön lövskog.